# Абстинентный синдром
Абстине́нтный синдро́м (от лат. abstinentia — воздержание), абстине́нтное состоя́ние, жаргонное ло́мка — группа симптомов, состояние физических и ментальных страданий различного сочетания и степени тяжести, возникающих при полном прекращении приёма психоактивного вещества либо снижении его дозы после неоднократного, обычно длительного и/или в высоких дозах, употребления. Существуют временные рамки, в течение которых абстинентный синдром может возникнуть и продолжаться, но они сильно зависят от типа принимавшегося больным психоактивного вещества и его дозы, непосредственно предшествовавшей воздержанию. Абстинентный синдром является составной частью синдрома зависимости (F1x.2). Как правило, признаки абстинентного синдрома противоположны признакам острой интоксикации.
В абстинентном синдроме часто выделяют алкогольный абстинентный синдром (F10.3) как наиболее изученный.

## Возникновение
Абстинентный синдром в клинике болезни формируется постепенно, при различных формах наркомании в различные сроки: наиболее медленно, если вообще, абстинентный синдром формируется при употреблении каннабиса, быстрее — при алкоголизме, ещё быстрее — при злоупотреблении снотворными и стимуляторами, наиболее быстро — при употреблении опиоидов и кокаина. Наличие тех или иных симптомов в структуре абстинентного синдрома определяется конкретной формой наркомании. Так, спустя 24-48 часов возникшие первые признаки синдрома отмены табака в форме слабости, недомогания, головной боли, тошноты, рвоты, потливости, рассредоточенности, суетливости, беспокойства, идеаторной заторможенности, появления ментизма с тревожными опасениями, элементами дереализационной симптоматики, гипотимии, тоскливости, бессонницы, тревоги, беспричинные вспышки раздражительности, злости, могут оставаться в течение нескольких месяцев.
После преодоления острого абстинентного состояния главным принципом построения наркологической терапевтической программы является подавление остаточной психопатологической симптоматики. В этих целях используются нейролептики, антидепрессанты, нормотимики, блокаторы опиатных рецепторов.
Примеры абстинентного состояния согласно МКБ-10
- алкогольный абстинентный синдром;
- опиоидная абстиненция;
- абстинентный синдром от марихуаны[англ.];
- бензодиазепиновый абстинентный синдром[англ.];
- кокаиновая ломка[англ.];
- кофеиновая ломка[англ.];
- никотиновая абстиненция.

## Течение
Абстинентный синдром при всех формах наркомании представлен двумя основными группами симптомов: симптомы психопатологические и симптомы вегетативные, соматоневрологические. Выраженность этих групп симптомов разная для различных форм наркоманий, например, при барбитуромании выражена психопатологическая симптоматика, при опиомании и гашишизме — вегетативная. Выраженность симптоматики абстинентного синдрома при одной форме наркомании пропорциональна интенсивности предшествующей наркотизации.
Абстинентный синдром имеет фазовое течение (то есть конкретные фазы и составляющие их симптомы различны для разных форм наркомании), при спаде абстиненции характерна обратная последовательность исчезновения симптомов: раньше исчезают те симптомы, которые при развитии абстиненции появились позднее.
Патогенетический абстинентный синдром — попытка организма собственными ресурсами в отсутствие психоактивного вещества воспроизвести условия, соответствующие интоксикации этим веществом, то есть условия, необходимые для удовлетворительного функционирования организма. Патологическая симптоматика абстинентного синдрома является следствием несовершенной компенсации в условиях отсутствия вещества.

## Лечение

### Транквилизаторы и снотворные
При помощи транквилизаторов (анксиолитиков) уменьшается выраженность тревоги, страха и эмоциональной напряжённости. Основные эффекты анксиолитиков:
- анксиолитический, или транквилизирующий;
- седативный;
- миорелаксирующий;
- снотворный;
- вегетостабилизирующий;
- противосудорожный;
- амнестический.

Некоторые анксиолитики иногда способны дать дополнительные эффекты: психостимулирующий (медазепам, оксазепам, тофизопам), тимоаналептический (алпразолам) и антифобический (алпразолам, клоназепам). Применять данные препараты рекомендуется в минимально эффективных дозах, лечение должно проводиться как можно скорее, с целью купирования острых проявлений тревоги и стресса. Возможно развитие зависимости от лекарственных препаратов у лиц, злоупотребляющих наркотиками, алкоголем, у больных с расстройством личности.
Снотворные средства (гипнотики) вызывают сон или облегчают его наступление. Все снотворные средства укорачивают период засыпания и удлиняют продолжительность сна, но по-разному влияют на соотношение фаз парадоксального и медленноволнового сна. Однако для лечения бессонницы наиболее предпочтительны лекарственные средства, минимально изменяющие физиологическую структуру сна (зопиклон, золпидем). Гипнотики назначаются только в случаях, когда бессонница приводит к значительному дистрессу.

### Нейрометаболические стимуляторы
Нейрометаболические стимуляторы (ноотропы, церебропротекторы) — это средства психоаналептического действия. Они активизируют метаболические процессы в головном мозге, оказывают антигипоксический эффект, повышают общую устойчивость организма к действию экстремальных факторов. При купировании алкогольного абстинентного синдрома ноотропы используются в дополнение к проводимой дезинтоксикационной терапии. Ко 2-3 дню лечения под влиянием ноотропов уменьшается тяжесть в голове, вялость, слабость, разбитость, появляется ощущение ясности мысли, исчезают суетливость и тревожность. Также данные препараты оказывают положительное влияние на остаточную симптоматику после купирования абстинентного синдрома.

### Витамины и ионосодержащие препараты
В результате снижения всасывания в тонком кишечнике, а также усиления под влиянием алкоголя экскреции магния с мочой возникает дефицит ионов магния в тканях. Это приводит к миоклоническим подёргиваниям, атаксии, тремору, головокружению, бессоннице, раздражительности, напряжённости, тревоге, вегетативной дистонии. Ввиду этого оправдано использование терапевтических доз магния сульфата, которые вводятся внутривенно и внутримышечно даже при нормомагниемии.
В лечении абстинентного синдрома обязательно применение витаминов группы B, C, PP, реже используют витамины других групп. Также назначаются растворы тиамина хлорида 5 %, пиридоксина гидрохлорида 5 %, никотиновой кислоты 0,1 %, аскорбиновой кислоты 5 %. Вводятся растворы внутримышечно, внутривенно, капельно. Парентерально витамины назначают в первые несколько суток отмены алкоголя, обычно в составе инфузионной терапии, затем назначаются внутрь.

### Гепатотропные препараты
Гепатотропы включаются в терапевтические программы при лечении зависимости от всех видов психоактивных веществ и на всех этапах терапевтического процесса. Отличий в показаниях, дозах, применении, противопоказаниях не наблюдается. Наиболее часто используются урсодезоксихолевая кислота, адеметионин, α-липоевая кислота, L-орнитин- L-аспартат.

### Обезболивающие средства
К данной группе препаратов относятся: антагонисты-агонисты опиатов, ненаркотические анальгетики, некоторые нейролептики, ингибиторы панкреатических ферментов, холинолитики.
Антагонисты-агонисты опиатов используются в лечении опийного абстинентного синдрома. Все относящиеся к ним препараты усиливают и потенциируют действие лекарств других групп (нейролептиков, транквилизаторов, снотворных, других супрессоров ЦНС, НПВС).
Ингибиторы протеолитических ферментов пептидной структуры (апротинин) — новое направление в терапии опийного абстинентного синдрома. При проведении пилотных исследований действия препарата на симптоматику, был сделан вывод, что апротинин обладает определённой избирательностью терапевтического действия, которая направлена на алгические, сенестопатические и вегетативные расстройства в структуре синдрома отмены. Лечение апротинином назначается при начальных проявлениях абстинентного синдрома, когда человек отмечает развитие болевой, астенической и вегетативной симптоматики (тяжесть в голове, слабость, вялость, разбитость, отсутствие аппетита, диарея, потливость, нарушение сна, раздражительность, снижение настроения, озноб и др.).

### Стимуляторы постсинаптических α2-адренорецепторов
Клонидин — стимулятор постсинаптических α2-адренорецепторов тормозных структур головного мозга. Вещество занимает особое место среди средств патогенетической терапии, нормализующих дисбаланс в системах катехоламиновой нейромедитации (при опиатной зависимости).

### Налоксон
Налоксон используется при отравлении опийными препаратами в случае передозировки и для диагностики опиумной зависимости. Вводится внутривенно.

### Препараты других групп, используемые в наркологической практике
Β-Адреноблокаторы используются в комплексной терапии абстинентного синдрома. Они эффективно устраняют катехоламинемию, купируют вегетативную симптоматику, снижают артериальное давление, частоту сердечных сокращений и обладают слабовыраженным седативным и анксиолитическим действием.
α-Адреноблокаторы широко используют в терапии алкогольного, опиатного и смешанного абстинентного синдрома (лофексидин).
Блокаторы кальциевых каналов применяются при хронической алкогольной интоксикации, так как она сопровождается повышением уровня внутриклеточного кальция.

### Антидепрессанты
Применяются на всех этапах лечения болезней зависимости. Предназначение антидепрессантов в терапии абстинентного синдрома — купирование синдрома патологического влечения. Антидепрессанты с наличием холинолитического действия не применяются при абстинентном синдроме, поскольку велик риск развития побочных эффектов на фоне остатков психоактивных веществ в организме.

### Нейролептики
Влечение к психоактивным веществам в структуре абстинентного синдрома бывает выражено довольно интенсивно. Поэтому при наличии показаний при обострениях патологического влечения к психоактивным веществам применяются антипсихотики.
Основные показания к назначению антипсихотиков:
- выраженное влечение к психоактивному веществу. Антипсихотики используются для купирования выраженных идеаторных расстройств, напряжённости аффекта, психопатоподобных расстройств, психомоторного возбуждения;
- купирование опийного абстинентного синдрома;
- некоторые неотложные состояния (психозы и пр.)[2].

### Нормотимические средства
Наиболее распространённые из препаратов: соли лития, малые антиконвульсанты (производные карбамазепина и вальпроевой кислоты). Основной целью применения является купирование синдрома патологического влечения. В алкогольном абстинентном синдроме назначение подобных препаратов оправдано лишь при условии наличия симптоматической эпилепсии и высокого риска развития эпиприпадков. Во всех остальных случаях достаточно транквилизаторов.